# Tierpark Limbach-Oberfrohna
Koordinaten: 50° 51′ 8″ N, 12° 45′ 8″ O
Der Tierpark Limbach-Oberfrohna ist ein kleiner zoologischer Garten in der sächsischen Stadt Limbach-Oberfrohna. Er liegt am Stadtpark und grenzt an das Landschaftsschutzgebiet Limbacher Teiche.

## Geschichte
Der 1959 gegründete Tierpark beherbergt zurzeit mehr als 200 Tiere aus 68 Arten, darunter Chinesische Leoparden, Rotluchse und Flamingos. Letztere leben im Flamingoland, einer 2013 eröffneten mit Netzen überspannten Anlage mit weiteren Wasservogelarten. Es gibt ein Streichelgehege in Form eines Bauernhofes.
2011 öffnete eine Zooschule für Kinder, in der Biologieunterricht für die Schulen der Stadt stattfinden kann.
Der Tierparkförderverein hat sich das Ziel gesetzt, den Tierpark zu einem Amerika-Themenpark zu entwickeln. Der vom Förderverein gemeinsam mit der Tierparkleitung erstellte Entwicklungsplan wurde 2010 vom Stadtrat angenommen.